# Saint-Germain-sous-Cailly
Saint-Germain-sous-Cailly ist eine französische Gemeinde mit 310 Einwohnern (Stand: 1. Januar 2022) im Département Seine-Maritime in der Region Normandie. Sie gehört zum Arrondissement Rouen und zum Kanton Le Mesnil-Esnard (bis 2015: Kanton Clères). Die Einwohner werden Authieusais genannt.

## Geographie
Saint-Germain-sous-Cailly liegt etwa 17 Kilometer nordnordöstlich von Rouen am Cailly. Umgeben wird Saint-Germain-sous-Cailly von den Nachbargemeinden Claville-Motteville im Norden und Westen, Esteville im Nordosten, Cailly im Osten sowie Saint-André-sur-Cailly im Süden.

## Bevölkerungsentwicklung
| 1962                      | 1968 | 1975 | 1982 | 1990 | 1999 | 2006 | 2013 |
| ------------------------- | ---- | ---- | ---- | ---- | ---- | ---- | ---- |
| 86                        | 83   | 105  | 127  | 141  | 210  | 266  | 348  |
| Quelle: Cassini und INSEE |      |      |      |      |      |      |      |

## Sehenswürdigkeiten
- Reste einer Burg aus dem 13. Jahrhundert
- Schloss aus dem 17. Jahrhundert

## Persönlichkeiten
- Ogier Ghislain de Busbecq (1522–1592), flämischer Diplomat, Humanist und Botaniker